# Chrysotoxum continum
Chrysotoxum continum là một loài ruồi trong họ Ruồi giả ong (Syrphidae). Loài này được Bezzi mô tả khoa học đầu tiên năm 1915. Chrysotoxum continum phân bố ở vùng Châu Phi